# Filmografia de Halle Berry

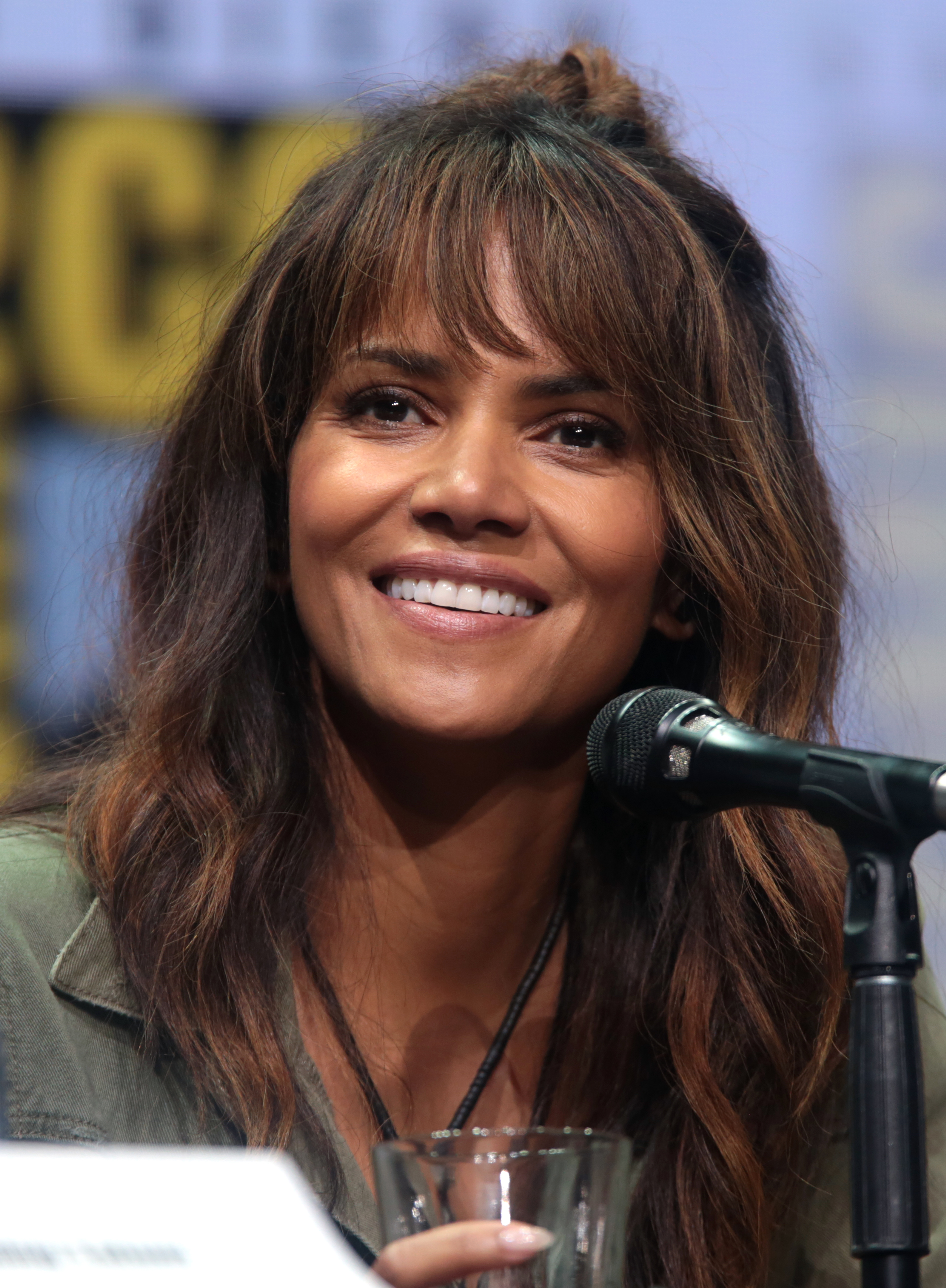
Halle Berry em entrevista coletiva de Kingsman na San Diego Comic-Con de 2017.

Halle Berry é uma das mais premiadas e aclamadas atrizes de sua geração, sendo também considerada uma das mais proeminentes artistas afro-americanas da história. Tendo iniciado sua carreira profissional como modelo em concursos de beleza na década de 1980, Berry alcançou destaque na indústria cinematográfica, tornando-se uma das mais bem-sucedidas atrizes da década de 2000. 
A carreira cinematográfica de Berry teve início com uma participação no drama romântico Jungle Fever, em 1991. Dirigido por Spike Lee, o filme contava com um elenco majoritariamente afro-americano em que se destacavam também Samuel L. Jackson, Wesley Snipes e Ruby Dee. No mesmo ano, Berry co-estrelou a comédia Strictly Business ao lado de Tommy Davidson e atuou como a dançarina Cory na comédia policial The Last Boy Scout, dirigida por Tony Scott. Em 1992, atuou na comédia romântica Boomerang como Angela, um dos interesses românticos do personagem vivido por Eddie Murphy, sendo indicada ao MTV Movie Awards de Melhor Revelação. Dois anos mais tarde, interpretou a sensual secretária Sharon Stone na comédia The Flintstones. Em 1995, promovendo uma guinada em sua carreira, Berry assumiu seu primeiro papel dramático como uma mãe viciada em Losing Isaiah, que foi seguido pelos suspenses Executive Decision e The Rich Man's Wife. Após estrelas as comédias B*A*P*S e Bulworth, em 1997 e 1998, Berry interpretou a cantora Zola Taylor no drama biográfico Why Do Fools Fall in Love. 
A partir da década de 2000, Berry alcançou maior proeminência ao interpretar a heroína Tempestade na adaptação cinematográfica X-Men, dirigido por Bryan Singer. Ainda que recebida negativamente pela crítica, Berry voltou a interpretar a heroína em todas as sequências da franquia cinematográfica: X2 (2003), X-Men: The Last Stand (2006) e X-Men: Days of Future Past (2014). Em 2001, a atriz causou polêmica ao gravar sua primeira cena de nudez no suspense policial Swordfish, atuando ao lado de John Travolta e Hugh Jackman. No mesmo ano, tornou-se a primeira afro-americana a vencer o Prêmio da Academia e o Prêmio SAG nas categorias de Óscar de Melhor Atriz Principal e Melhor Atriz Principal em Cinema, respectivamente, por sua performance como a perturbada esposa de um assassino em Monster's Ball. Em Die Another Day (2002), a atriz viveu Jinx Johnson, a primeira Bond girl afro-americana da história da franquia James Bond, dividindo as telas com Pierce Brosnan em sua última atuação como o espião secreto britânico. Nos anos seguintes interpretou a psiquiatra criminal Miranda Grey em Gothika (2003), a célebre Mulher-Gato em Catwoman (2004), uma intrigada repórter em Perfect Stranger (2007) e a complexada dançarina Frankie no drama Frankie & Alice (2010), pelo qual foi indicada ao Globo de Ouro de Melhor Atriz em Filme de Drama.

## Filmografia

### Cinema
| Ano  | Título                      | Papel                           | Diretor                 | Ref.         |
| ---- | --------------------------- | ------------------------------- | ----------------------- | ------------ |
| 1991 | Jungle Fever                | Vivian                          | Spike Lee               |              |
| 1991 | Strictly Business           | Natalie                         | Kevin Hooks             |              |
| 1991 | The Last Boy Scout          | Cory                            | Tony Scott              |              |
| 1992 | Boomerang                   | Angela Lewis                    | Reginald Hudlin         |              |
| 1993 | Father Hood                 | Kathleen Mercer                 | Darrell Roodt           |              |
| 1993 | The Program                 | Autumn Haley                    | David S. Ward           |              |
| 1994 | The Flintstones             | Sharon Stone                    | Brian Leviant           | [ 1 ]        |
| 1995 | Losing Isaiah               | Khaila Richards                 | Stephen Gyllenhaal      |              |
| 1996 | Executive Decision          | Jean                            | Stuart Baird            |              |
| 1996 | Race the Sun                | Sandra Beecher                  | Charles T. Kanganis     |              |
| 1996 | The Rich Man's Wife         | Josie Potenza                   | Amy Holden Jones        |              |
| 1997 | B*A*P*S                     | Nisi                            | Robert Townsend         |              |
| 1998 | Bulworth                    | Nina                            | Warren Beatty           |              |
| 1998 | Why Do Fools Fall in Love   | Zola Taylor                     | Gregory Nava            |              |
| 2000 | X-Men                       | Ororo Munroe / Tempestade       | Bryan Singer            | [ 10 ]       |
| 2001 | Swordfish                   | Ginger Knowles                  | Dominic Sena            | [ 5 ]        |
| 2001 | Monster's Ball              | Leticia Musgrove                | Marc Forster            | [ 6 ]        |
| 2002 | Die Another Day             | Giacinta Johnson                | Lee Tamahori            | [ 8 ]        |
| 2003 | X2                          | Ororo Munroe / Tempestade       | Bryan Singer            | [ 11 ]       |
| 2003 | Gothika                     | Miranda Grey                    | Mathieu Kassovitz       |              |
| 2004 | Catwoman                    | Patience Phillips / Mulher-Gato | Pitof                   |              |
| 2005 | Robots                      | Cappy (voz)                     | Chris Wedge             |              |
| 2006 | X-Men: The Last Stand       | Ororo Munroe / Tempestade       | Brett Ratner            | [ 12 ]       |
| 2007 | Perfect Stranger            | Rowena Price                    | James Foley             | [ 13 ]       |
| 2007 | Things We Lost in the Fire  | Audrey Burke                    | Susanne Bier            |              |
| 2010 | Frankie & Alice             | Frankie / Alice                 | Geoffrey Sax            | [ 9 ]        |
| 2011 | New Year's Eve              | Aimee                           | Garry Marshall          | [ 14 ]       |
| 2012 | Dark Tide                   | Kate Mathieson                  | John Stockwell          | [ 15 ]       |
| 2012 | Cloud Atlas                 | Jocasta Ayrs / Luisa Rey        | Os Wachowski Tom Tykwer | [ 16 ]       |
| 2013 | Movie 43                    | Emily                           | Steven Brill            | [ 17 ]       |
| 2013 | The Call                    | Jordan Turner                   | Brad Anderson           | [ 18 ]       |
| 2014 | X-Men: Days of Future Past  | Ororo Munroe / Tempestade       | Bryan Singer            | [ 3 ]        |
| 2016 | Kevin Hart: What Now?       | Money Berry                     | Leslie Small Tim Story  | [ 19 ]       |
| 2017 | Kidnap                      | Karla Dyson                     | Luis Prieto             | [ 20 ]       |
| 2017 | Kingsman: The Golden Circle | Ginger Ale                      | Matthew Vaughn          | [ 21 ]       |
| 2017 | Kings                       | Millie Dunbar                   | Deniz Gamze Ergüven     | [ 22 ]       |
| 2019 | John Wick 3: Parabellum     | Sofia                           | Chad Stahelski          | Jr.}}</ref>  |
| 2021 | Ferida                      | Jackie Justice                  | Halle Berry             | <ref>        |
| 2022 | Moonfall                    | Jo Fowler                       | Roland Emmerich         | <ref>{{Citar |